# Донвил ле Бен
Донвил ле Бен (фр. Donville-les-Bains) је насељено место у Француској у региону Доња Нормандија, у департману Манш.
По подацима из 2011. године у општини је живело 3253 становника, а густина насељености је износила 1182,91 становника/km².

## Демографија
| 1962. | 1968. | 1975. | 1982. | 1990. | 2011. |
| ----- | ----- | ----- | ----- | ----- | ----- |
| 3.029 | 3.419 | 3.495 | 3.215 | 3.199 | 3.253 |